# حقوق بشر در قطر
وضعیت حقوق بشر در قطر موضوع نگرانی چندین سازمان غیردولتی است. طبق قانون اساسی قطر، شریعت اسلامی، منبع اصلی قانونگذاری در کشور است. مجازات شلاق و سنگسار بواسطه شریعت اسلام در قطر قانونی است. هر چند که این موارد هرگز مورد استفاده قرار نگرفته‌است.
طبق گزارش دیده‌بان حقوق بشر در ژوئن ۲۰۱۲، صدها هزار کارگر ساختمانی مهاجر که اکثراً از جنوب آسیا هستند در معرض بهره‌کشی و سوء استفاده قرار می‌گیرند که گاهی اوقات به کار اجباری می‌انجامد.

## قانون شریعت
بنا بر قانون اساسی قطر، شریعت اسلام، منبع اصلی قانونگذاری در قطر است. شریعت اسلام در مورد قوانین مربوط به حقوق خانواده، ارث، و بسیاری از حقوق کیفری (از جمله زنا، سرقت و قتل) بکار برده می‌شود. در بعضی موارد در دادگاه‌های خانواده مبتنی بر شریعت، شهادت زن نصف شهادت مرد ارزش دارد و در برخی موارد اصلاً شاهد زن پذیرفته نمی‌شود. قانون خانواده در سال ۲۰۰۶ معرفی شد. در عمل، نظام حقوقی قطر مبتنی بر ترکیبی از قوانین مدنی و قوانین اسلامی است.
شلاق‌زنی در قطر به عنوان مجازات برای شرب خمر یا روابط جنسی غیرشرعی استفاده می‌شود. طبق ماده ۸۸ قانون مجازات قطر، فرد زناکار مستوجب ۱۰۰ ضربه شلاق است. زنای زن مسلمان با مرد غیر مسلمان با مجازات مرگ روبرو می‌شود. در سال ۲۰۰۶ یک زن فیلیپینی به جرم زنا به تحمل ۱۰۰ ضربه شلاق محکوم شد. در سال ۲۰۱۰ حداقل ۱۸ نفر که بیشترشان از اتباع خارجی بودند، به تحمل ۴۰ تا ۱۰۰ ضربه شلاق برای جرایم مربوط به روابط جنسی غیرشرعی یا شرب خمر محکوم شدند. همچنین در سال ۲۰۱۱ حداقل ۲۱ نفر (اکثراً از اتباع خارجی) به ۳۰ تا ۱۰۰ ضربه شلاق برای جرایم مربوط به روابط جنسی غیرقانونی یا مصرف الکل محکوم شدند. در سال ۲۰۱۲، شش مهاجر به تحمل ۴۰ تا ۱۰۰ ضربه شلاق محکوم شدند. این احکام فقط در مورد مسلمانانی که به لحاظ پزشکی توانایی تحمل آن را داشتند صادر شده‌است. در مورد اینکه آیا احکام صادر شده اجرا هم شده‌اند یا نه، اطلاعی در دست نیست. در آوریل ۲۰۱۳، یک مهاجر مسلمان به ۴۰ ضربه شلاق برای شرب خمر محکوم شد. در ژوئن ۲۰۱۴، یک مهاجر مسلمان به ۴۰ ضربه شلاق برای شرب خمر و رانندگی تحت تأثیر الکل محکوم شد. مجازات بدنی قضایی در قطر به علت تفسیر حنبلی از قانون شریعت رایج است.
سنگسار در قطر یک مجازات قانونی به‌شمار می‌رود، هر چند که هرگز مورد استفاده قرار نگرفته‌است. ارتداد جرمی مستوجب مجازات مرگ است. توهین به مقدسات مجازات حداکثر هفت سال زندان و تبلیغ و تلاش برای تغییر دین مردم می‌تواند مجازات تا ۱۰ سال زندان به همراه بیاورد. در شریعت اسلامی همجنسگرایی جرم است و در مورد مسلمانان با رضایت برای مردان تا ۵ سال زندان را به همراه دارد.
مصرف الکل در قطر برای غیرمسلمانان آزاد است. برخی از هتل‌های لوکس پنج ستاره مجاز به فروش الکل به مشتریان غیر مسلمان هستند. نوشیدن الکل برای مسلمانان در قطر ممنوع است و افراد منخطی از این قانون محکوم به شلاق یا اخراج از کشور می‌شوند. مهاجران غیرمسلمان می‌توانند مجوز خرید الکل برای مصرف شخصی دریافت کنند. شرکت توزیع قطر (شرکت تابعه هواپیمایی قطر) دارای مجوز واردات الکل و گوشت خوک است. این شرکت تنها فروشگاه نوشیدنی‌های الکلی و گوشت خوک کشور را اداره می‌کند و این محصولات را به دارندگان مجوز مصرف الکل می‌فروشد. مقامات قطری تمایل خود را برای صدور مجوز مصرف الکل در محوطه هواداران (Fan zone) در طول جام جهانی فوتبال ۲۰۲۲ ابراز کرده‌اند.
تا پیش از دسامبر ۲۰۱۱ رستوران‌های مروارید قطر (یک جزیره مصنوعی در نزدیکی دوحه) مجاز به سرو نوشیدنی‌های الکلی بودند. اما از آن تاریخ به بعد آنها خواسته شد تا فروش الکل را متوقف کنند. هیچ توضیحی برای اعمال این ممنوعیت داده نشد. گمان برده می‌شود که دلیل این ممنوعیت به تمایل دولت برای ارائه تصویری دینمدار از خود پیش از برگزاری انتخابات مجلس شورای قطر و همچنین شایعات مربوط به اختلاف مالی میان دولت و توسعه‌دهندگان این استراحتگاه مرتبط بوده باشد.
قطر در سال ۲۰۱۴ پویش عفاف را برای یادآوری لباس مناسب به گردشگران را راه اندازی کرد. به گردشگران زن توصیه می‌شود که از پوشیدن ساپورت، مینی‌ژوپ، لباس‌های تنگ خودداری کنند. همچنین به مردان توصیه می‌شود شلوار کوتاه و شلوارک نپوشند.

## برده داری

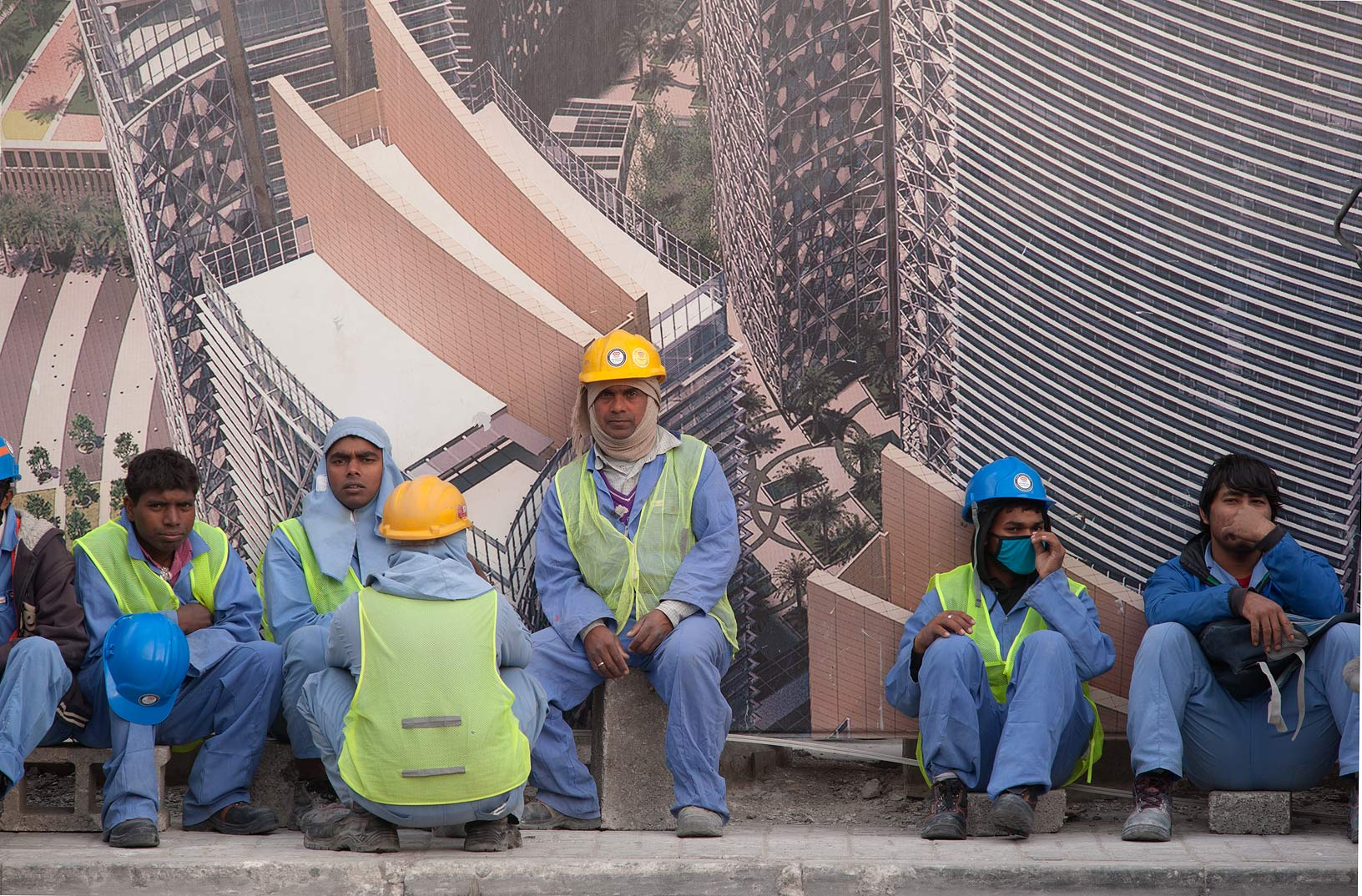
کارگران ساختمانی مهاجر از جنوب آسیا در منطقه بندر غربی دوحه.

بنا به ادعا وزارت امور خارجه آمریکا، کارگران مهاجر از کشورهای آسیایی و بخش‌هایی از آفریقا به‌طور مرتب به کار اجباری و در برخی موارد به تن‌فروشی وادار می‌شوند. اکثر این افراد به عنوان کارگر کم‌مهارت یا خدمتکار منزل و به صورت داوطلبانه به قطر مهاجرت می‌کنند، اما بعداً تحت شرایطی قرار می‌گیرند که نشان از کار غیرداوطلبانه دارد. برخی از موارد شایع تر نقض حقوق کارگران عبارتند از ضرب و شتم، پرداخت نکردن دستمزد، دریافت پول از کارگر برای برای دادن مزایایی که اسما تأمین آنها بر عهده کارفرماست، محدودیت شدید در زمینه آزادی سفر (مانند مصادره گذرنامه، اسناد مسافرتی یا مجوز خروج)، بازداشت خودسرانه، تهدید به اقدام قانونی، و تجاوز جنسی. بسیاری از کارگران مهاجری که برای کار به قطر می‌روند، هزینه‌های هنگفتی را به کاریاب‌ها در کشور خودشان پرداخت کرده‌اند، که باعث می‌شود که وقتی که کارگران به قطر می‌رسند به شدت در معرض خطر بکار گرفته شدن اجباری قرار بگیرند.
قطر مانند دیگر کشورهای عرب حاشیه خلیج فارس قوانین پشتیبان ویزا دارد که به‌طور گسترده به عنوان «برده داری مدرن» مورد انتقاد قرار گرفته‌است. بر اساس قوانین قطر، پشتیبان‌های ویزا به صورت یکجانبه توانایی لغو مجوز اقامت کارگران، سلب اختیار از کارگران برای تغییر کارفرمای خود، گزارش کارگر به پلیس به عنوان «متواری»، و ممنوع‌الخروج کردن کارگران را دارند. در نتیجه، ممکن است کارفرمایان ورود و خروج کارگران از کشور را محدود کنند و کارگران هم ممکن است از گزارش سوءاستفاده بترسند یا از حق و حقوق خود چشم پوشی کنند که این منجر به قرار گرفتن آنها در شرایط کار اجباری آنها کمک می‌کند. قطر همچنین مقصد زنانی است که برای اهداف قانونی مهاجرت می‌کنند اما بعد از آن درگیر فحشا می‌شوند. هر جند اینکه تا چه میزان این زنان به تن‌فروشی مجبور می‌شوند مشخص نیست. برخی از این قربانیان ممکن است کارگران خانگی فراری باشند که افراد سودجو که از وضعیت اقامت غیرقانونی آنها سوءاستفاده می‌کنند.
دولت قطر می‌گوید که در زمینه حقوق بشر و رفتار با کارگران خوب عمل می‌کند کمیسیون ملی حقوق بشر (NHRC) برای حفظ و تحکیم حقوق بشر برای همه افراد تحت حاکمیت کشور در سال ۲۰۰۲ تأسیس شد. شیخه موزا بنت ناصر المسند در تلاش برای مبارزه با قاچاق انسان، بنیاد قطر مبارزه با قاچاق انسان (QFCHT) را تأسیس کرد. این بنیاد برای افزایش آگاهی در این زمینه، با حمایت هتل ریتز کارلتون دوحه بزرگترین کیک دنیا را درست کرد.

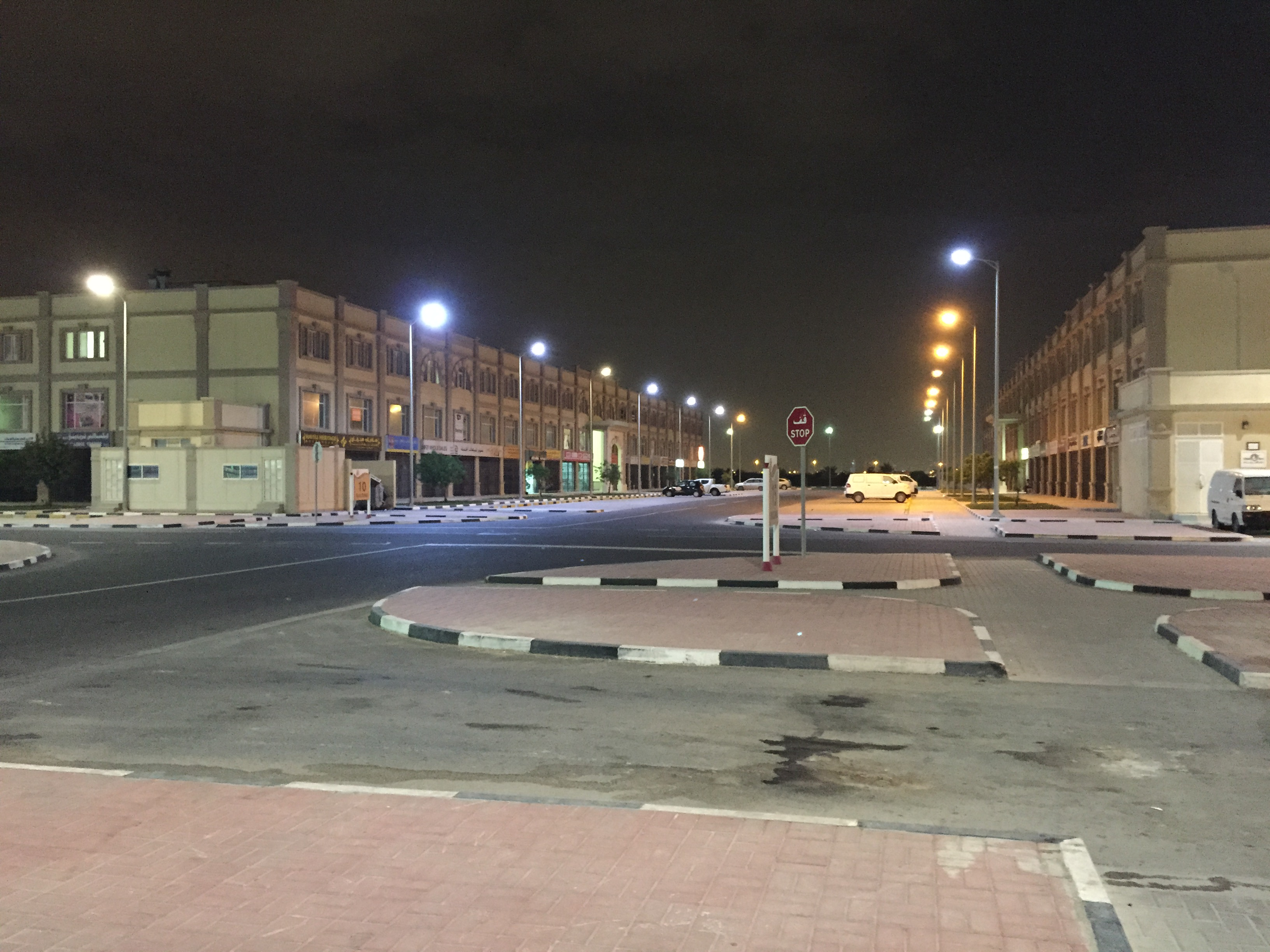
محله بروه البراحه در شب.

بروه، آژانس مقاطعه‌کاری قطر در حال ساخت یک منطقه مسکونی به نام بروه البراحه برای کارگران است. این محله «شهر کارگران» نیز خوانده می‌شود. این پروژه پس از یک رسوایی در اردوهای کار دبی آغاز شد و هدف آن تأمین استانداردهای معقول زندگی مطابق با قانون جدید حقوق بشر است. هزینه کلی پروژه حدود ۱٫۱ میلیارد دلار تخمین زده می‌شود و بخشی از منطقه صنعتی دوحه خواهد بود. این پروژه مسکونی علاوه بر ۴٫۲۵ مترمربع فضای زندگی برای هر نفر، فضاهای تفریحی و خدماتی برای کارگران را نیز فراهم می‌کند. این پروژه در سال ۲۰۱۵ به بهره‌برداری رسید. همچنین گزارش شده که شرکت برخی کارکنانش را بدون هیچ دلیلی از قطر به کشورهای خود اخراج کرده‌است. در اکتبر ۲۰۱۹ سازمان بین‌المللی کار اعلام کرد قطر متعهد شده‌است تا سیستم پشتیبان ویزا موسوم به «کفاله» را به‌طور کامل ملغی کند و قانون جدیدی جایگزین آن شود. طبق پیشنویس قانون جدید کارگران می‌توانند آزادانه کارفرمای خود را عوض کنند. همچنین طبق اعلام این سازمان، قطر اعمال حداقل دستمزد را مد نظر دارد. انتظار می‌رود قانون جدید از ژانویه ۲۰۲۰ اجرایی شود.

### آماده‌سازی جام جهانی فوتبال و سوءاستفاده‌های گزارش شده
رونق ساخت و ساز در قطر بسیار پیش‌تر از اینکه قطر میزبانی جام جهانی ۲۰۲۲ را بدست آورد آغاز شده بود. امیر شیخ حمد آل ثانی پس از اینکه که در سال ۱۹۹۵ قدرت را در کشور بدست گرفت، قطر را به روی سرمایه‌گذاری خارجی گشود و کار ساخت بزرگترین پایانه‌های ال‌ان‌جی جهان در راس لفان را با اعطای امتیازات به شرکت‌های اکسان‌موبیل، شل و توتال آغاز کرد. بیش از ۱۰۰٬۰۰۰ کارگر به منظور ساخت راس لفان به کشور آورده شدند و تخمین زده می‌شود حدود ۱ میلیون کارگر (از کل جمعیت ۲ میلیونی کشور) در حال حاضر در قطر زندگی می‌کنند. در سال ۱۹۹۵، زمانی که شیخ حمد به قدرت رسید، جمعیت کل مهاجران حدود ۳۷۰٬۰۰۰نفر بود.
در سال ۲۰۱۳ سازمان عفو بین‌الملل گزارش‌هایی را منتشر کرد که نشان می‌داد کارگران مهاجر بی‌دستمزد رها شده بودند. براساس گزارشی از گاردین (بنابر اسناد بدست آمده از سفارت نپال در قطر) تنها در چند هفته در حدود سپتامبر ۲۰۱۳ چندین کارگر مهاجر نپالی در قطر جان خود را از دست دادند و هزاران نفر دیگر نیز شرایط دهشتناک سوءاستفاده را تحمل می‌کردند. براساس تحلیل آنها، اگر شیوه‌های جاری ساخت و ساز تا برگزاری جام جهانی ادامه یابد، بیش از ۴۰۰۰ مورد مرگ و میر را به همراه خواهد داشت. تا دسامبر ۲۰۱۳، فیفا مورد تحقیقاتی در این زمینه انجام داد اما اقدامی برای مجبور کردن قطر به بهبود شرایط کارگری انجام نداد. این آمار و ارقام توسط مقامات قطر انکار می‌شود، و استدلال می‌کنند که چون این آمار شامل همه مرگ و میرها با هر علتی در جمعیت تقریباً یک میلیونی کارگران مهاجر در طی یک دوره هشت ساله می‌شود گمراه کننده است.
با این حساب تمام این ادعاها، احتمالات و نقل قول‌ها در حالی مطرح شد که چندی بعد، حسن الثوادی، دبیر کمیته برگزاری جام جهانی ۲۰۲۲ اعلام کرد که آن‌ها اقدامات برنامه‌ریزی شده مناسبی برای رفاه کارگران داشته‌اند. از جلمه اقدامات صورت گرفته برای کارگران افزایش امکانات اقامتی مناسب، فراهم کردن شرایط بهداشتی و ایمنی با افزایش آموزش و آگاهی، بررسی‌ها و آزمایش‌های جامع پزشکی و همچنین ممنوعیت نگهداری پاسپورت توسط کارفرمایان بوده‌است.
در سال ۲۰۱۲ شیخه موزا بنت ناصر، رئیس بنیاد قطر، به دی ال ای پایپر، شرکت حقوقی بریتانیایی، برای بررسی وضعیت کارگران مهاجر مأموریت داد. بر اساس توصیه‌های انجام شده توسط این شرکت، بنیاد قطر «منشور رفاه کارگران مهاجر» را ایجاد کرده‌است که حداقل پیش‌نیازها برای استخدام، شرایط زندگی و کار، و همچنین رفتار کلی با کارگران ساختمانی و سایر پروژه‌ها را اعمال می‌کند. استانداردهای الزامی در توافقنامه‌های بین بنیاد قطر و تمامی پیمانکارانش گنجانده خواهد شد و پیمانکاران موظف به رعایت این شرایط و قانون هستند. پیمانکاران و پیمانکاران فرعی که از این مقررات تخطی کردند، برای مناقصات آتی در لیست سیاه قرار داده شده‌اند.
کمیته عالی تحویل و میراث (The Supreme Committee for Delivery and Legacy)، یا همان کمیته سازماندهی جام جهانی ۲۰۲۲، در اواسط سال ۲۰۱۴ با پیروی از تدابیر و طبق مقررات خود، تعدادی از شرکت‌ها را به لیست سیاه اضافه کرد. در مه ۲۰۱۵، یکی از اعضای تیم گزارشگری بی‌بی‌سی، پس از تلاش برای دیدار با کارگران مهاجر، دو شب را بدون اتهام در بازداشت گذراند.
در اوت ۲۰۱۵، وزارت کار اعلام کرد که همه شرکت‌ها در قطر باید حقوق کارمندانشان را با انتقال الکترونیکی پرداخت کنند. این قانون پیمانکارانی که حقوقها را را پرداخت نمی‌کنند یا پرداخت را به تعویق می‌اندازند هدف می‌گیرد.
دایره حقوق بشر در وزارت کار و کمیته ملی حقوق بشر مسئول نظارت بر سوء استفاده از کارگران در قطر هستند.

### کارگران مهاجر و قاچاق انسان
قطر مقصد مردان و زنان جنوب آسیا و آسیای جنوب شرقی است که با تمایل خود مهاجرت می‌کنند، شایع‌ترین جرم وادار کردن کارگران به قبول قراردادی بدتر از آنچه که با آن استخدام شده‌اند است. سایر جرایم عبارتند از: بردگی به خاطر بدهی، عدم پرداخت حقوق، محدودیت بر مسافرت، بازداشت‌های خودسرانه، و سوء استفاده‌های جسمی، روحی و جنسی.
طبق گزارش «قاچاق انسان» تهیه شده توسط وزارت امور خارجه آمریکا، مردان و زنان که با وعده دستمزد بالا جذب قطر می‌شوند، اغلب به کار با درآمد کم مجبور می‌شوند. این گزارش می‌گوید که قوانین قطر علیه کار اجباری به ندرت اجرا می‌شود و قوانین کار اغلب منجر به زندانی شدن قربانیان در مراکز اخراج کارگران تا زمان تکمیل رسیدگی به پرونده‌ها می‌شود. این گزارش قطر را در سطح ۳، در بین کشورهایی که حداقل استانداردها را رعایت نمی‌کنند و تلاش قابل توجهی هم برای تطابق با آنها نشان نمی‌دهند، قرار می‌دهد.
دولت قطر می‌گوید که در حال تعیین معیارهایی در مورد حقوق بشر و رفتار با کارگران است.
مانند سایر کشورهای عربی خلیج فارس، قوانین اسپانسر روادید در قطر وجود دارد. این قوانین به‌طور گسترده‌ای به برده داری مدرن تفسیر شده‌است. سیستم اسپانسری (کفیل یا کفالة) در سراسر شورای همکاری خلیج فارس، به غیر از بحرین، وجود دارد و بدین معنی است که یک کارگر (نه یک گردشگر) بدون داشتن اسپانسر امکان ورود به کشور را ندارد؛ بدون مجوز اسپانسر نمی‌تواند کشور را ترک کند (مجوز خروج باید ابتدا توسط اسپانسر اعطا شود)؛ و اسپانسر حق دارد کارگر را پس از خروج از قطر برای ۲ تا ۵ سال ممنوع‌الورود کند. بسیاری از اسپانسرهای دولتی از حق خود برای جلوگیری از خروج کارکنان از کشور استفاده کرده و در عمل بدون هیچ دلیل موجهی آنها را برخلاف خواستشان نگه می‌دارند. پس از استعفای بعضی از کارگران یا کارمندان برای آنها مجوز خروج صادر نشده و آنها از حق اساسی خود برای ترک کشور محروم شده‌اند. همچنین بسیاری از اسپانسرها اجازه انتقال یک کارگر به یک اسپانسر دیگر را نمی‌دهند.
در پاسخ به انتقادات گسترده از سیستم اسپانسر روادید قطر، در مه ۲۰۱۴، علی بن صمیخ المری، رئیس کمیته ملی حقوق بشر قطر (NHRC) گفت که دوحه رسماً پایان سیستم اسپانسری روادید را اعلام کرده و قانون جدیدی را جایگزین آن کرده‌است که به موجب آن قراردادها بین کارگران و کارفرمایان آنها منعقد می‌شود. همچنین مجوز خروج با یک سیستم الکترونیکی جدید که توسط وزارت کشور اداره خواهد شد، جایگزین می‌شود. کارفرمایانی که این سیستم را زیر پا بگذارند، ۱۵٬۰۰۰ دلار جریمه خواهند شد.
دو قانون محافظت از حقوق کارگران، که شامل مقررات حداکثر ساعات کاری و حقوق بازنشستگی سالانه بودند، در اوت ۲۰۱۷ به تصویب رسیدند. در ماه نوامبر ۲۰۱۷، سازمان بین‌المللی کار، تعهد قطر را برای همکاری واقعی با سازمان برای ارتقاء و حمایت از حقوق کارگران ستود. این سازمان بین‌المللی گفت که هدف از این همکاری بهبود اشتغال، اطمینان از پرداخت به موقع دستمزدها، افزایش حمایت در برابر کار اجباری و امکان شنیده شدن صدای کارگران در رابطه با امور کاری است. علاوه بر این، قطر در راستای استانداردهای بین‌المللی برای تقویت قوانین و مقررات ملی، و افزایش ظرفیت دولت، کارفرمایان و کارگران برای فهم اصول و حقوق بنیادین در محل کار، تلاش خواهد کرد.

### حمایت از کارگر
با این حال، سازمان بین المللی کار گزارشی را در نوامبر ۲۰۲۲ منتشر کرد که شامل اصلاحات متعدد توسط قطر برای کارگران مهاجر این کشور بود. ین اصلاحات شامل ایجاد حداقل دستمزد، مقررات حمایت از دستمزد، بهبود دسترسی کارگران به عدالت و غیره بود. این اصلاحات شامل داده های چهار سال گذشته پیشرفت در شرایط کارگران قطر بود. این گزارش همچنین نشان داد که آزادی تغییر شغل، اجرای ایمنی و بهداشت کار و بازرسی کار و همچنین تلاش لازم از سوی ملت آغاز شده است. مصری ها و فیلیپینی ها بزرگترین گروه مهاجر غیر آسیای جنوبی در قطر هستند.
در سال ۲۰۱۸، شیخ تمیم قانون شماره ۱۳ سال ۲۰۱۸ را تصویب کرد، که طبق آن روادید خروج برای تقریباً ۹۵ درصد از کارگران مهاجر کشور از میان برداشته شد. ۵٪ باقی مانده از کارگران، که تقریباً ۱۷۴٬۰۰۰ نفر می‌شوند، همچنان به اجازه کارفرمایان خود برای خروج از کشور نیاز دارند. درحالی که همچنان کارهای زیادی برای حمایت از حقوق کارگران در قطر باید انجام شود، همزمان استیون کاکبرن از عفو بین‌الملل ادعا کرد که فرمان امیر اولین گام مهم برای تحقق وعده مقامات قطر برای اصلاح نظام استثمارگرانه اسپانسر روادید بوده‌است.

## زنان در قطر
زنان در قطر می‌توانند رای دهند و در مناصب عمومی مشغول به کار باشند. زنان قطر همزمان با مردان، امکان شرکت در انتخابات ماه مه ۱۹۹۹ برای شورای مرکزی شهرداری را پیدا کردند. قطر نخستین کشور عربی خلیج فارس بود که اجازه رای دادن به زنان را داد. این انتخابات، که اولین انتخابات در قطر بود، عمداً در روز ۸ مارس ۱۹۹۹، مصادف با روز جهانی زن برگزار شد.
قطر برای نخستین بار ورزشکاران زن به بازی‌های المپیک تابستانی ۲۰۱۲ که در در لندن برگزار شد، اعزام کرد.
اولین قاضی زن در قطر شیخه مها منصور سلمان جاسم آل ثانی است. او که فارغ‌التحصیل حقوق از دانشگاه قطر است، در سال ۲۰۱۰ به این مقام نائل شد.
مشارکت نیروی کار زن در قطر تقریباً ۵۱ درصد است که بالاتر از میانگین جهان است و بالاترین میزان در جهان عرب است.

### شکاف دستمزد جنسیتی
زنان در قطر، چه قطری و چه خارجی، تحت تأثیر شکاف دستمزد قرار دارند و علیرقم اینکه ساعات کاری قابل مقایسه و در برخی موارد بیش از مردان دارند، بین ۲۵ تا ۵۰ درصد کمتر از مردان دریافت می‌کنند. بخشی از این تفاوت دستمزدها مربوط به کمک‌های اجتماعی شامل امکانات رفاهی مانند مسکن و تخصیص‌های سفر برای مردان می‌شود که احتمال اینکه کارمندان زن هم دریافت کنند کمتر است.

## قوانین سقط جنین
در برخی موارد ممکن است سقط جنین قانونی باشد. ابتدا یک کمیسیون پزشکی متشکل از سه متخصص سقط جنین را توصیه کند. طبق قانون، سقط جنین باید در یک بیمارستان دولتی انجام شود.
اکثر سقط جنین‌های انجام شده توسط ساکنان قطر در خود کشور به جای خارج از کشور انجام می‌شود. سقط جنین در قطر گاهی اوقات توسط زنانی انجام می‌شود که از روابط خارج از ازدواج باردار می‌شوند و به این خاطر این کار را می‌کنند چون داشتن فرزند غیرشرعی، غیرقانونی است.

## حقوق فردی

### مجازات اعدام
قطر مجازات اعدام را عمدتاً برای مجازات کردن جاسوسی، یا تهدیدات دیگر علیه امنیت ملی حفظ می‌کند. ارتداد نیز یک جرم بزرگ محسوب می‌شود، اما هیچ مورد مجازات اعدام برای این اتهام ثبت نشده‌است.
جرم‌های دیگر مانند همجنسگرایی، کفرگویی، قتل، سرقت مسلحانه، ایجاد آتش‌سوزی عمدی، شکنجه، آدم‌ربایی، تروریسم، تجاوز جنسی، قاچاق موادمخدر، اخاذی با تهدید به اتهام‌های ناموسی، شهادت دروغ که منجر به اعدام اشتباه شود و خیانت نیز ممکن است حکم مجازات مرگ به دنبال داشته باشد.

### تنبیه بدنی
شلاق‌زنی در قطر به عنوان مجازات برای مصرف الکل یا روابط جنسی غیرمشروع استفاده می‌شود. طبق نظر سازمان عفو بین‌الملل، در سال ۲۰۱۲، حداقل شش شهروند خارجی به ۴۰ یا ۱۰۰ ضربه شلاق محکوم شدند.
افرادی که به جرم لواط گناهکار شناخته شوند، می‌توانند به سه سال زندان محکوم شوند. مسلمانان مجردی که در ارتباط با زنا گناهکار شناخته شوند، می‌توانند به مجازات شلاق محکوم شوند، و اگر به هنگام ارتکاب جرم متأهل بوده باشند می‌توانند به مجازات اعدام محکوم شوند. غیرمسلمانان در چنین مواردی زندانی می‌شوند.

### آزادی بیان

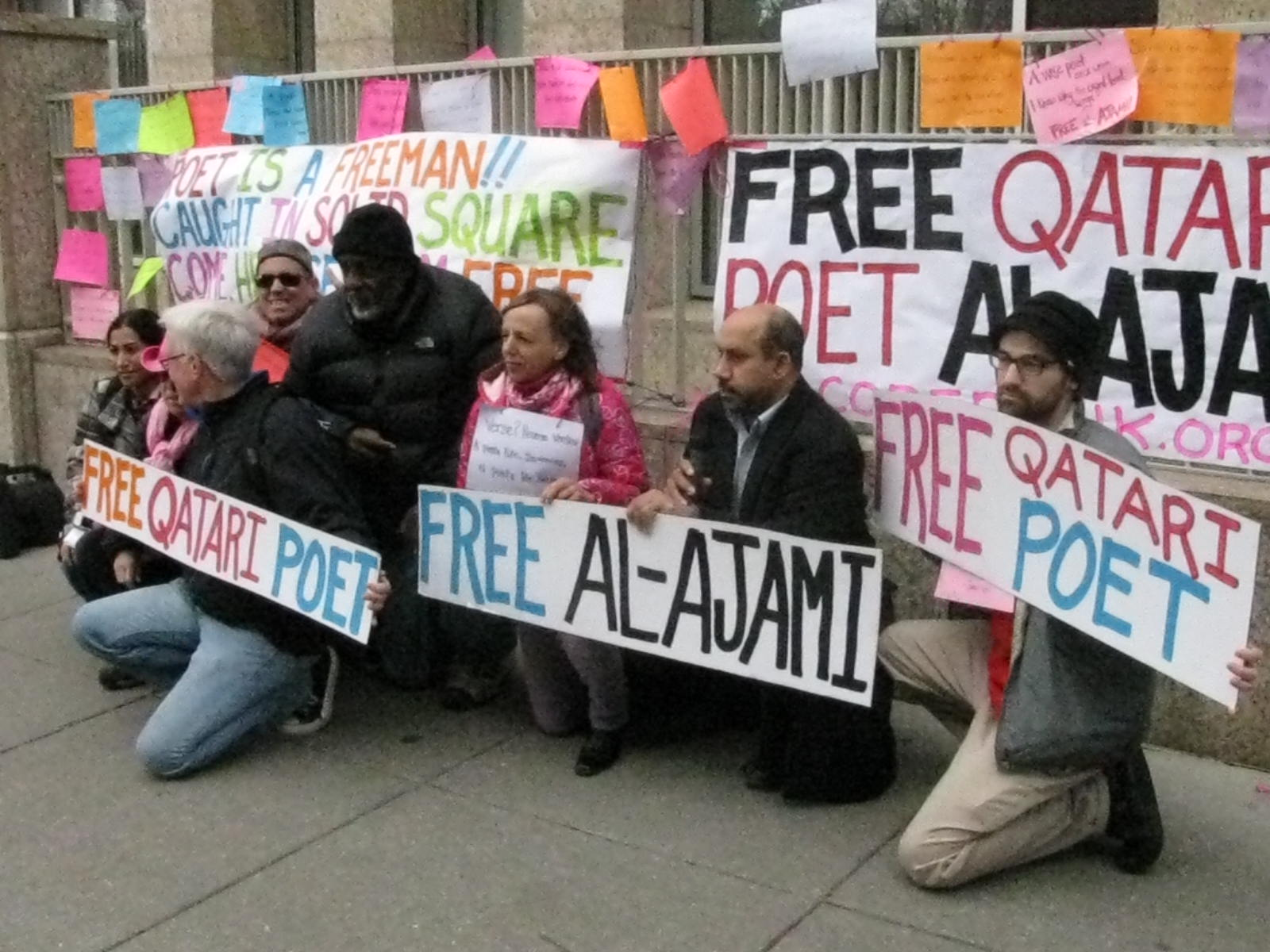
تظاهرات اعتراضی برای آزادی محمد العجمی که در خارج از سفارت قطر در واشینگتن دی سی برگزار شد.

آزادی بیان حق سیاسی برای ابراز نظرات و عقاید است. در جریان کنفرانس سازمان ملل برای تغییرات اقلیمی در سال ۲۰۱۲ در قطر یک شاعر منتقد قطری به نام محمد العجمی به حبس ابد محکوم شد. ناظران مجاز به ورود به دادگاه نبودند و العجمی نیز به هنگام محکوم شدن در دادگاه حضور نداشت. تمام اطلاعات موجود نشان می‌دهد که محمد العجمی زندانی عقیدتی بوده‌است که تنها به خاطر حرفاهایش زندانی شد. العجمی در ماه مارس سال ۲۰۱۶ پس از عفو سلطنتی و با تغییر حکمش از زندان آزاد شد.
قانون جدید فضای مجازی که در اواخر سپتامبر ۲۰۱۴ تصویب شد، آزادی بیان و آزادی ابراز عقیده را به شدت محدود کرد و به دولت و مقامات اجازه داد برای «محتوایی که ممکن است به کشور آسیب برساند» مجازات تا ۳ سال زندان و جریمه حدود ۵۰۰٬۰۰۰ ریال قطری در نظر بگیرند. قانون جدید همچنین می‌گوید که مقامات در هر مورد خاص می‌توانند تصمیم بگیرند که آیا محتوا مناسب هست یا نه. در حال حاضر هیچ دستورالعمل یا مرجعی برای تشخیص اینکه چه نوع محتوایی مجاز است، وجود ندارد.

### اقامت و اعطای تابعیت
تا پیش از سال ۲۰۱۸، قطر مانند سایر کشورهای عضو شورای همکاری خلیج فارس اجازه اقامت دائم برای شهروندان غیرقطری صادر نمی‌کرد. در ۴ سپتامبر ۲۰۱۸، امیر تمیم بن حمد آل ثانی فرمانی صادر کرد که به موجب آن قطر اولین کشور عرب خلیج فارس شد که به خارجی‌ها اقامت دائم اعطا می‌کند. طبق این قانون سالانه به ۱۰۰ نفر که بیش از ۲۰ سال در قطر زندگی کرده‌اند. این قانون غیرقطری‌هایی که مادر قطری دارند، و همچنین افراد با «مهارت‌های ارزشمند» را در اولویت قرار می‌دهد. طبق این قانون، مقیمان دائم مانند شهروندان قطری از خدمات تأمین اجتماعی چون خدمات بهداشتی رایگان و تحصیل در مدارس دولتی بهره‌مند می‌شوند و برای گرفتن مشاغل دولتی به آنها اولویت داده می‌شود.
قانون تابعیت قطر بر اصل خون استوار است. تابعیت قطر از سه طریق زیر بدست می‌آید:
1. از طریق تولد از پدر و مادر نامعلوم در خاک قطر
2. از طریق به ارث بردن از پدر
3. از طریق اعطای تابعیت

افراد خارجی در صورتی که شرایط زیر را داشته باشند ممکن است شهروندی قطر به آنها اعطا شود:
- به مدت ۲۵ سال به‌طور قانونی در قطر ساکن بوده باشند و به صورتی که هیچ‌گاه فاصله ای بیش از ۶ ماه در اقامتشان رخ نداده باشد.
- شخصیت خوب و عدم سوء پیشینه
- راه درآمد قانونی داشته باشد.
- دانش کافی در مورد زبان عربی داشته باشد.

اگرچه قانون قطر اجازه اعطای تابعیت به اتباع خارجی را می‌دهد، در عمل اما به ندرت به روی می‌دهد.

### حقوق دگرباشان در قطر
لواط با رضایت بین مردان بالغ در قطر غیرقانونی است و مستوجب حکم حداکثر پنج سال زندان است. گرایش جنسی و هویت جنسیتی در هیچ‌یک از قوانین حقوق مدنی پوشش داده نمی‌شود و ازدواج همجنسگرایان، اتحادیه‌های مدنی و همخانگی قانونی به رسمیت شناخته نمی‌شوند.
پوشش حقوق همجنسگرایان و تراجنسیتی‌ها در نیویورک تایمز که از آوریل تا ژوئیه ۲۰۱۸ منتشر شد، در قطر سانسور شد. در نسخه دوحه نیویورک تایمز بین‌المللی، قسمت‌های خالی زیادی وجود داشت با این تذکر که «مقالات توهین آمیز استثنا حذف شده‌اند». هشت مقاله از ۹ مقاله که سانسور شده بودند در مورد موضوعات مرتبط با جوامع دگرباشان جنسی بود.

### آزادی مذهب

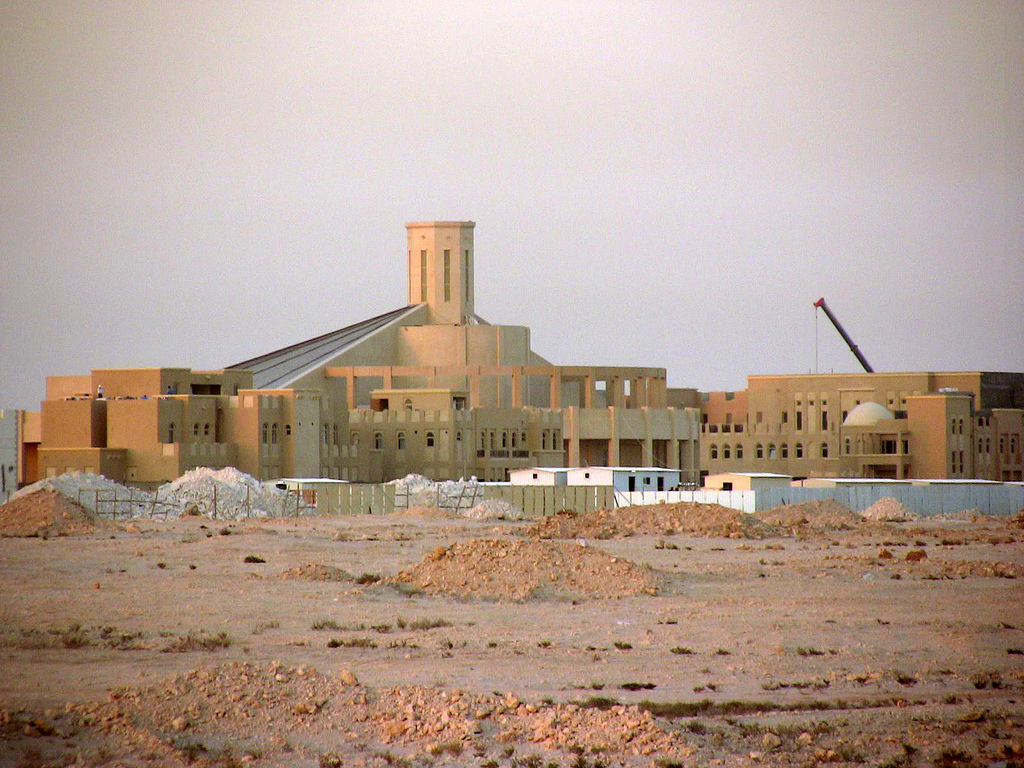
اولین کلیسای کاتولیک قطر مجاز به داشتن نمادهای مسیحی در نمای خارجی آن نیست.

قطر یک کشور با مسلمان است که ۷۶ درصد جمعیت آن را مسلمان تشکیل می‌دهند. دولت از قوانین شریعت به عنوان زیربنای قوانین کیفری و مدنی استفاده می‌کند. با این حال، برخی تدابیر برای دادن آزادی‌های مذهبی اندیشیده شده‌است. کارگران خارجی و گردشگران آزادند که مذهب خودشان را داشته باشند مانند مسیحیان، هندوها، سیک‌ها، بودایی‌ها و بهائیان، تا زمانی که محتاط باشند و نظم عمومی یا اخلاقیات را نقض نکنند.
به عنوان مثال، در ماه مارس ۲۰۰۸، کلیسای کاتولیک رومی «بانوی پرتقالی» در دوحه بازگشایی شد. با این حال، با توجه به نیاز به احتیاط، هیچ مبلغی مجاز نیست و کلیسا هیچ زنگ، صلیب یا دیگر علائم آشکار مسیحیت در نمای خارجی خود ندارد.
هر چند ترک اسلام ارتداد بشمار می‌رود، از زمان استقلال کشور در سال ۱۹۷۱، قطر مجازات اعدام را برای این جرم بکار نبرده‌است.
در سال ۲۰۲۱ جامعهٔ بین‌المللی بهائیان با انتشار گزارشی اعلام کرد که طی سال‌های گذشته دولت قطر به صورت سیستماتیک بهائیان را در لیست سیاه خود قرار داده و از این کشور اخراج می‌کند. نمایندهٔ جامعهٔ بین‌المللی بهائیان در سازمان ملل این قبیل اقدام‌ها را به پاکسازی مذهبی تشبیه کرده و گفته‌است که ادامهٔ این سیاست می‌تواند طی چند سال به از بین بردن کل جامعهٔ بهایی در قطر منجر شود.

## سازمان‌های حقوق بشری دولتی
قانون ۳۹ که در سال ۲۰۰۵ صادر شد، تشکیل یک «دفتر حقوق بشر» در وزارت امور خارجه را تصویب کرد. یکی از ماموریت‌های اصلی آن تهیه پاسخ به ادعاهای یا گزارش‌های کشورهای خارجی و سازمان‌های بین‌المللی به ادعاهای مربوط به وضعیت حقوق بشر در قطر است.
کمیته ملی حقوق بشر در سال ۲۰۰۲ با مسئولیت نظارت و تحقیق در مورد نقض حقوق بشر در کشور تأسیس شد. روش‌های آنها برای پیشبرد استانداردهای حقوق بشر در کشور شامل کمک به برنامه‌های تحقیقاتی مربوط به حقوق بشر، انجام مطالعات و ارائه توصیه به دستگاه‌های قانونگذاری است.

## اصلاحات کارگری
در اکتبر ۲۰۱۷ دیده‌بان حقوق بشر، تعهد قطر را در توسعه قوانین مطابق با استانداردهای بین‌المللی کار و راهنمایی‌های سازمان بین‌المللی کار، ستود. دیده‌بان حقوق بشر گفت که قطر یک سری اصلاحات کارگری قابل توجه برای ایجاد حداقل دستمزد، اجازه نظارت متخصصین مستقل بر فعالیت‌های کارگری، و اصلاحات مربوط به نظام اسپانسر روادید انجام داده‌است. این سازمان بین‌المللی همچنین گفت که قطر همیشه تلاش می‌کند که یک مدل ایده‌آل برای حقوق کارگران باشد. سازمان دیده‌بان حقوق بشر از کشورهای خلیج فارس خواست تا با پیروی از الگوی قطر به بهبود وضعیت کار مهاجران بپردازند.

## وضعیت تاریخی
نمودار زیر رتبه قطر از سال ۱۹۷۲ در گزارش آزادی در جهان، که به صورت سالانه توسط خانه آزادی منتشر می‌شود را نشان می‌دهد. امتیاز ۱ «آزادترین» و ۷ «ناآزادترین» است.
| \| سال \| حقوق سیاسی \| آزادی‌های مدنی \| وضعیت \| امیر \| \| ۱۹۷۲ \| ۶ \| ۵ \| ناآزاد \| خلیفه بن حمد آل ثانی \| \| ۱۹۷۳ \| ۶ \| ۵ \| ناآزاد \| خلیفه بن حمد آل ثانی \| \| ۱۹۷۴ \| ۶ \| ۵ \| ناآزاد \| خلیفه بن حمد آل ثانی \| \| ۱۹۷۵ \| ۶ \| ۵ \| ناآزاد \| خلیفه بن حمد آل ثانی \| \| ۱۹۷۶ \| ۵ \| ۵ \| تا حدودی آزاد \| خلیفه بن حمد آل ثانی \| \| ۱۹۷۷ \| ۵ \| ۵ \| تا حدودی آزاد \| خلیفه بن حمد آل ثانی \| \| ۱۹۷۸ \| ۵ \| ۵ \| تا حدودی آزاد \| خلیفه بن حمد آل ثانی \| \| ۱۹۷۹ \| ۵ \| ۵ \| تا حدودی آزاد \| خلیفه بن حمد آل ثانی \| \| ۱۹۸۰ \| ۵ \| ۵ \| تا حدودی آزاد \| خلیفه بن حمد آل ثانی \| \| ۱۹۸۱ \| ۵ \| ۵ \| تا حدودی آزاد \| خلیفه بن حمد آل ثانی \| \| ۱۹۸۲ \| ۵ \| ۵ \| تا حدودی آزاد \| خلیفه بن حمد آل ثانی \| \| ۱۹۸۳ \| ۵ \| ۵ \| تا حدودی آزاد \| خلیفه بن حمد آل ثانی \| \| ۱۹۸۴ \| ۵ \| ۵ \| تا حدودی آزاد \| خلیفه بن حمد آل ثانی \| \| ۱۹۸۵ \| ۵ \| ۵ \| تا حدودی آزاد \| خلیفه بن حمد آل ثانی \| \| ۱۹۸۶ \| ۵ \| ۵ \| تا حدودی آزاد \| خلیفه بن حمد آل ثانی \| \| ۱۹۸۷ \| ۵ \| ۵ \| تا حدودی آزاد \| خلیفه بن حمد آل ثانی \| \| ۱۹۸۸ \| ۵ \| ۵ \| تا حدودی آزاد \| خلیفه بن حمد آل ثانی \| \| ۱۹۸۹ \| ۷ \| ۵ \| ناآزاد \| خلیفه بن حمد آل ثانی \| \| ۱۹۹۰ \| ۷ \| ۵ \| ناآزاد \| خلیفه بن حمد آل ثانی \| \| ۱۹۹۱ \| ۷ \| ۵ \| ناآزاد \| خلیفه بن حمد آل ثانی \| \| ۱۹۹۲ \| ۷ \| ۶ \| ناآزاد \| خلیفه بن حمد آل ثانی \| \| ۱۹۹۳ \| ۷ \| ۶ \| ناآزاد \| خلیفه بن حمد آل ثانی \| \| ۱۹۹۴ \| ۷ \| ۶ \| ناآزاد \| خلیفه بن حمد آل ثانی \| \| ۱۹۹۵ \| ۷ \| ۶ \| ناآزاد \| حمد بن خلیفه آل ثانی \| \| ۱۹۹۶ \| ۷ \| ۶ \| ناآزاد \| حمد بن خلیفه آل ثانی \| \| ۱۹۹۷ \| ۷ \| ۶ \| ناآزاد \| حمد بن خلیفه آل ثانی \| \| ۱۹۹۸ \| ۷ \| ۶ \| ناآزاد \| حمد بن خلیفه آل ثانی \| \| ۱۹۹۹ \| ۶ \| ۶ \| ناآزاد \| حمد بن خلیفه آل ثانی \| \| ۲۰۰۰ \| ۶ \| ۶ \| ناآزاد \| حمد بن خلیفه آل ثانی \| \| ۲۰۰۱ \| ۶ \| ۶ \| ناآزاد \| حمد بن خلیفه آل ثانی \| \| ۲۰۰۲ \| ۶ \| ۶ \| ناآزاد \| حمد بن خلیفه آل ثانی \| \| ۲۰۰۳ \| ۶ \| ۶ \| ناآزاد \| حمد بن خلیفه آل ثانی \| \| ۲۰۰۴ \| ۶ \| ۶ \| ناآزاد \| حمد بن خلیفه آل ثانی \| \| ۲۰۰۵ \| ۶ \| ۵ \| ناآزاد \| حمد بن خلیفه آل ثانی \| \| ۲۰۰۶ \| ۶ \| ۵ \| ناآزاد \| حمد بن خلیفه آل ثانی \| \| ۲۰۰۷ \| ۶ \| ۵ \| ناآزاد \| حمد بن خلیفه آل ثانی \| \| ۲۰۰۸ \| ۶ \| ۵ \| ناآزاد \| حمد بن خلیفه آل ثانی \| \| ۲۰۰۹ \| ۶ \| ۵ \| ناآزاد \| حمد بن خلیفه آل ثانی \| \| ۲۰۱۰ \| ۶ \| ۵ \| ناآزاد \| حمد بن خلیفه آل ثانی \| \| ۲۰۱۱ \| ۶ \| ۵ \| ناآزاد \| حمد بن خلیفه آل ثانی \| \| ۲۰۱۲[۸۴] \| ۶ \| ۵ \| ناآزاد \| حمد بن خلیفه آل ثانی \| \| ۲۰۱۳[۸۵] \| ۶ \| ۵ \| ناآزاد \| حمد بن خلیفه آل ثانی \| \| ۲۰۱۴[۸۶] \| ۶ \| ۵ \| ناآزاد \| تمیم بن حمد آل ثانی \| \| ۲۰۱۵[۸۷] \| ۶ \| ۵ \| ناآزاد \| تمیم بن حمد آل ثانی \| \| ۲۰۱۶[۸۸] \| ۶ \| ۵ \| ناآزاد \| تمیم بن حمد آل ثانی \| |            |               |               |                      |
| سال | حقوق سیاسی | آزادی‌های مدنی | وضعیت         | امیر                 |
| ۱۹۷۲ | ۶          | ۵             | ناآزاد        | خلیفه بن حمد آل ثانی |
| ۱۹۷۳ | ۶          | ۵             | ناآزاد        | خلیفه بن حمد آل ثانی |
| ۱۹۷۴ | ۶          | ۵             | ناآزاد        | خلیفه بن حمد آل ثانی |
| ۱۹۷۵ | ۶          | ۵             | ناآزاد        | خلیفه بن حمد آل ثانی |
| ۱۹۷۶ | ۵          | ۵             | تا حدودی آزاد | خلیفه بن حمد آل ثانی |
| ۱۹۷۷ | ۵          | ۵             | تا حدودی آزاد | خلیفه بن حمد آل ثانی |
| ۱۹۷۸ | ۵          | ۵             | تا حدودی آزاد | خلیفه بن حمد آل ثانی |
| ۱۹۷۹ | ۵          | ۵             | تا حدودی آزاد | خلیفه بن حمد آل ثانی |
| ۱۹۸۰ | ۵          | ۵             | تا حدودی آزاد | خلیفه بن حمد آل ثانی |
| ۱۹۸۱ | ۵          | ۵             | تا حدودی آزاد | خلیفه بن حمد آل ثانی |
| ۱۹۸۲ | ۵          | ۵             | تا حدودی آزاد | خلیفه بن حمد آل ثانی |
| ۱۹۸۳ | ۵          | ۵             | تا حدودی آزاد | خلیفه بن حمد آل ثانی |
| ۱۹۸۴ | ۵          | ۵             | تا حدودی آزاد | خلیفه بن حمد آل ثانی |
| ۱۹۸۵ | ۵          | ۵             | تا حدودی آزاد | خلیفه بن حمد آل ثانی |
| ۱۹۸۶ | ۵          | ۵             | تا حدودی آزاد | خلیفه بن حمد آل ثانی |
| ۱۹۸۷ | ۵          | ۵             | تا حدودی آزاد | خلیفه بن حمد آل ثانی |
| ۱۹۸۸ | ۵          | ۵             | تا حدودی آزاد | خلیفه بن حمد آل ثانی |
| ۱۹۸۹ | ۷          | ۵             | ناآزاد        | خلیفه بن حمد آل ثانی |
| ۱۹۹۰ | ۷          | ۵             | ناآزاد        | خلیفه بن حمد آل ثانی |
| ۱۹۹۱ | ۷          | ۵             | ناآزاد        | خلیفه بن حمد آل ثانی |
| ۱۹۹۲ | ۷          | ۶             | ناآزاد        | خلیفه بن حمد آل ثانی |
| ۱۹۹۳ | ۷          | ۶             | ناآزاد        | خلیفه بن حمد آل ثانی |
| ۱۹۹۴ | ۷          | ۶             | ناآزاد        | خلیفه بن حمد آل ثانی |
| ۱۹۹۵ | ۷          | ۶             | ناآزاد        | حمد بن خلیفه آل ثانی |
| ۱۹۹۶ | ۷          | ۶             | ناآزاد        | حمد بن خلیفه آل ثانی |
| ۱۹۹۷ | ۷          | ۶             | ناآزاد        | حمد بن خلیفه آل ثانی |
| ۱۹۹۸ | ۷          | ۶             | ناآزاد        | حمد بن خلیفه آل ثانی |
| ۱۹۹۹ | ۶          | ۶             | ناآزاد        | حمد بن خلیفه آل ثانی |
| ۲۰۰۰ | ۶          | ۶             | ناآزاد        | حمد بن خلیفه آل ثانی |
| ۲۰۰۱ | ۶          | ۶             | ناآزاد        | حمد بن خلیفه آل ثانی |
| ۲۰۰۲ | ۶          | ۶             | ناآزاد        | حمد بن خلیفه آل ثانی |
| ۲۰۰۳ | ۶          | ۶             | ناآزاد        | حمد بن خلیفه آل ثانی |
| ۲۰۰۴ | ۶          | ۶             | ناآزاد        | حمد بن خلیفه آل ثانی |
| ۲۰۰۵ | ۶          | ۵             | ناآزاد        | حمد بن خلیفه آل ثانی |
| ۲۰۰۶ | ۶          | ۵             | ناآزاد        | حمد بن خلیفه آل ثانی |
| ۲۰۰۷ | ۶          | ۵             | ناآزاد        | حمد بن خلیفه آل ثانی |
| ۲۰۰۸ | ۶          | ۵             | ناآزاد        | حمد بن خلیفه آل ثانی |
| ۲۰۰۹ | ۶          | ۵             | ناآزاد        | حمد بن خلیفه آل ثانی |
| ۲۰۱۰ | ۶          | ۵             | ناآزاد        | حمد بن خلیفه آل ثانی |
| ۲۰۱۱ | ۶          | ۵             | ناآزاد        | حمد بن خلیفه آل ثانی |
| ۲۰۱۲ | ۶          | ۵             | ناآزاد        | حمد بن خلیفه آل ثانی |
| ۲۰۱۳ | ۶          | ۵             | ناآزاد        | حمد بن خلیفه آل ثانی |
| ۲۰۱۴ | ۶          | ۵             | ناآزاد        | تمیم بن حمد آل ثانی  |
| ۲۰۱۵ | ۶          | ۵             | ناآزاد        | تمیم بن حمد آل ثانی  |
| ۲۰۱۶ | ۶          | ۵             | ناآزاد        | تمیم بن حمد آل ثانی  |